# Benjamin I van Constantinopel

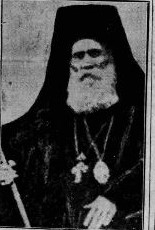
Benjamin I van Constantinopel

Benjamin I (Grieks: Βενιαμίν Α') (Lesbos, 18 januari 1871 - Istanboel, 17 februari 1946) was van 18 januari 1936 tot 17 februari 1946 patriarch van Constantinopel.
Patriarch Benjamin werd in 1871 geboren op het eiland Lesbos. Hij werd tot oecumenisch patriarch verkozen in het jaar 1936. Benjamin I was patriarch tijdens een moeilijke tijd. Zijn ambtstermijn viel goeddeels samen met de Tweede Wereldoorlog. Zo werd onder meer in 1941 het patriarchale paleis in Istanboel verwoest door een brand. Pas in 1989 werd een nieuw paleis gebouwd.